# Zadelgebied

Tussen de twee noordelijke drukcellen stroomt koude polaire lucht naar het zuiden, terwijl tussen de zuidelijke drukcellen warme tropische lucht naar het noorden stroomt. Deze convergeren bij de uitstromingsas waar een front ontstaat of verscherpt.

Een zadelgebied (Engels: col of saddle point) is een overgangsgebied in de vorm van een zadel dat zich bevindt op de kruising van twee hogedrukgebieden en twee lagedrukgebieden. Een zadelgebied heeft een instromingsas en een uitstromingsas. Het snijpunt van deze twee assen is het zadelpunt waar het windstil is. Op Nederlandse weerkaarten wordt dit gebied wel aangeduid met een Z.

## Luchtstroming
Langs de instromingsas stroomt van twee tegengestelde richtingen lucht binnen van verschillende herkomst. Deze twee luchtsoorten convergeren bij de uitstromingsas, zodat hier frontogenese plaatsvindt. Een bestaand front in dit gebied zal verscherpen. Frontogenese treedt vooral op bij een cyclonaal zadel met sterk convergente stroming.

## Soorten
Er zijn drie soorten zadelgebieden te onderscheiden: het symmetrische zadelgebied, het cyclonale zadelgebied en het anticyclonale zadelgebied.

### Symmetrisch zadelgebied
In het symmetrische zadelgebied zijn de cyclonale en de anticyclonale invloed in balans. Dit type komt het minst voor, aangezien meestal een van deze twee invloeden overheerst.

### Anticyclonaal zadelgebied
Bij de anticyclonale zadel is de kromming van de anticyclonale isobaren groter dan die van de cyclonaal gekromde. Dit zadel heeft eigenschappen die vergelijkbaar zijn met een rug van hoge luchtdruk. De invloed van de aanliggende hogedrukgebieden domineert bij dit type, waardoor de invloed van een eventueel front hier gering is. Het weer is erg rustig en wordt vooral bepaald door de luchtmassa-eigenschappen. In warme massa komt er vooral in de winter en tijdens zomernachten veel mist en stratus voor, terwijl het overdag in de zomer meestal zonnig is. In koude massa komen overdag vooral stapelwolken voor.

### Cyclonaal zadelgebied
Bij de cyclonale zadel is de kromming van de cyclonale isobaren groter dan die van de anticyclonaal gekromde. Daardoor overheersen de aanliggende lagedrukgebieden en zijn de eigenschappen vergelijkbaar met een vore van lage luchtdruk. De resulterende convergente luchtbeweging veroorzaakt bij vochtige lucht frontale bewolking en neerslag. Bij onstabiele lucht komt er in de zomer vaak zwaar onweer voor.